# Pakora
 (décembre 2016).
Si vous disposez d'ouvrages ou d'articles de référence ou si vous connaissez des sites web de qualité traitant du thème abordé ici, merci de compléter l'article en donnant les références utiles à sa vérifiabilité et en les liant à la section « Notes et références ».
En pratique : Quelles sources sont attendues ? Comment ajouter mes sources ?
Les pakora (पकोड़ा ; prononcé [pəkoʊɽaː]), aussi appelés pakoda, pakodi ou ponako, sont des beignets de légumes. Il est possible de faire des pakora avec des aubergines, des courgettes, des pommes de terre et d'autres légumes. Originaires d'Inde, on les trouve à travers tout le sous-continent indien.

## Étymologie

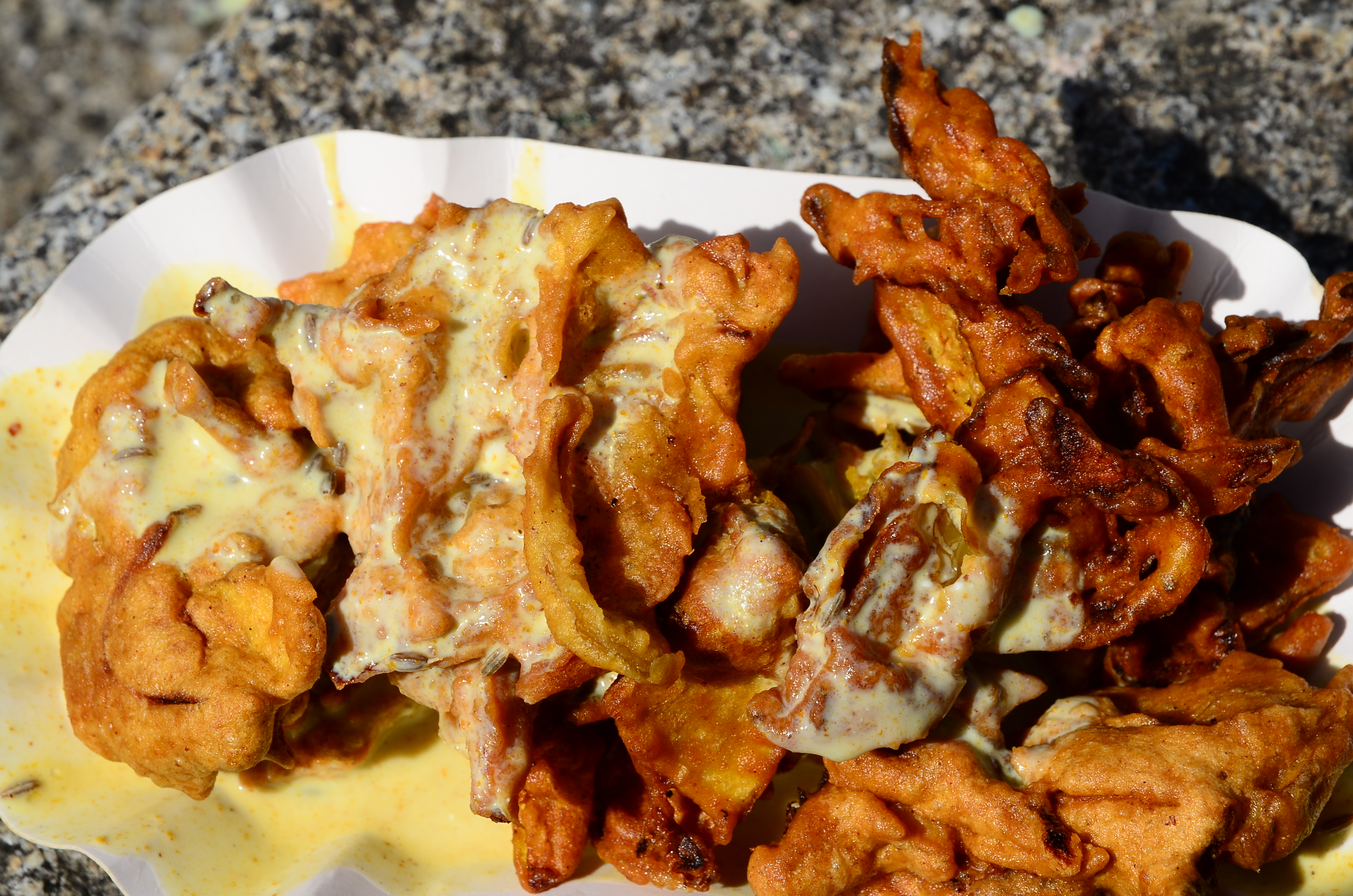
Pakora à Zurich.

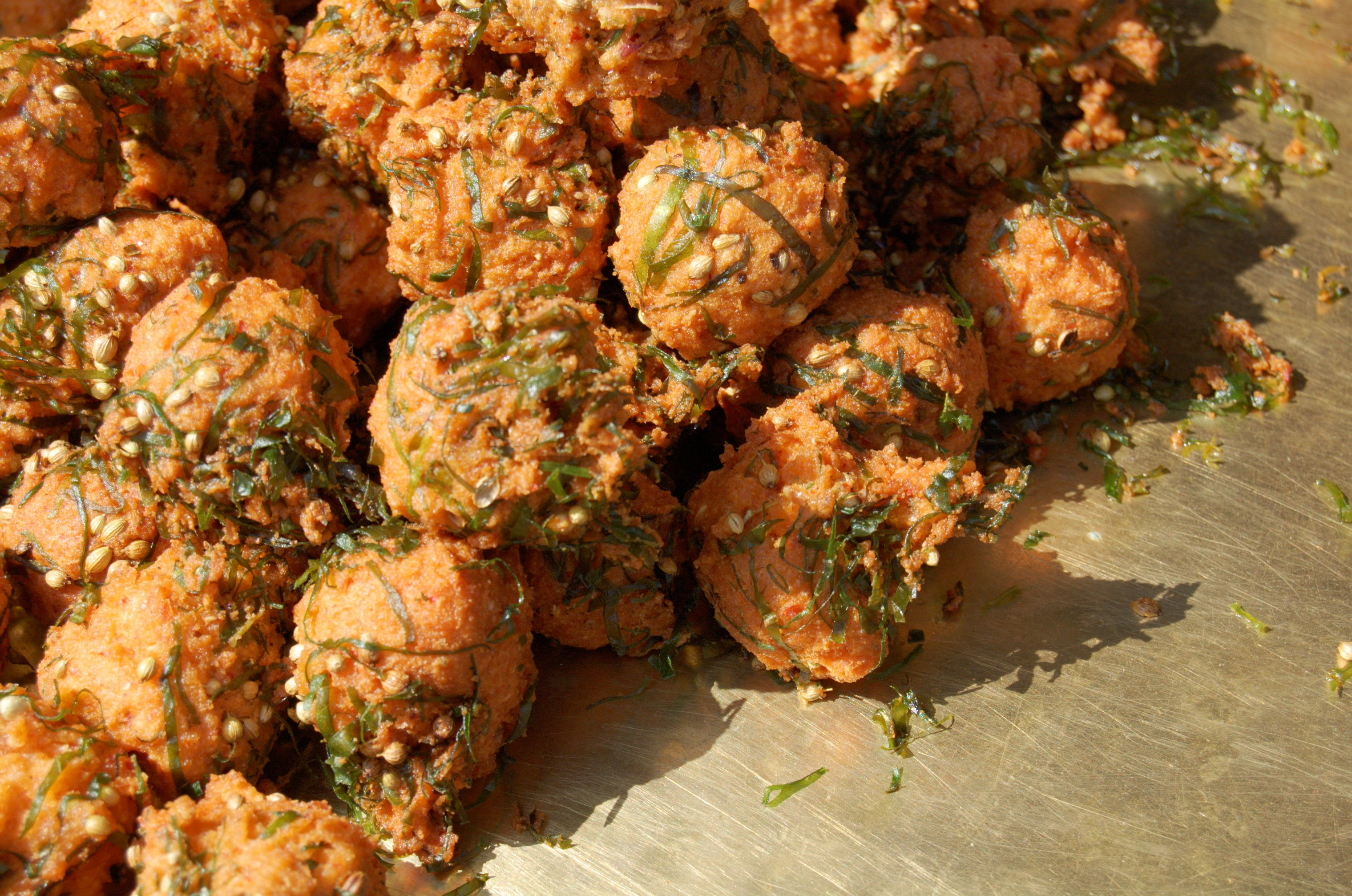
Pakora à Jaipur.

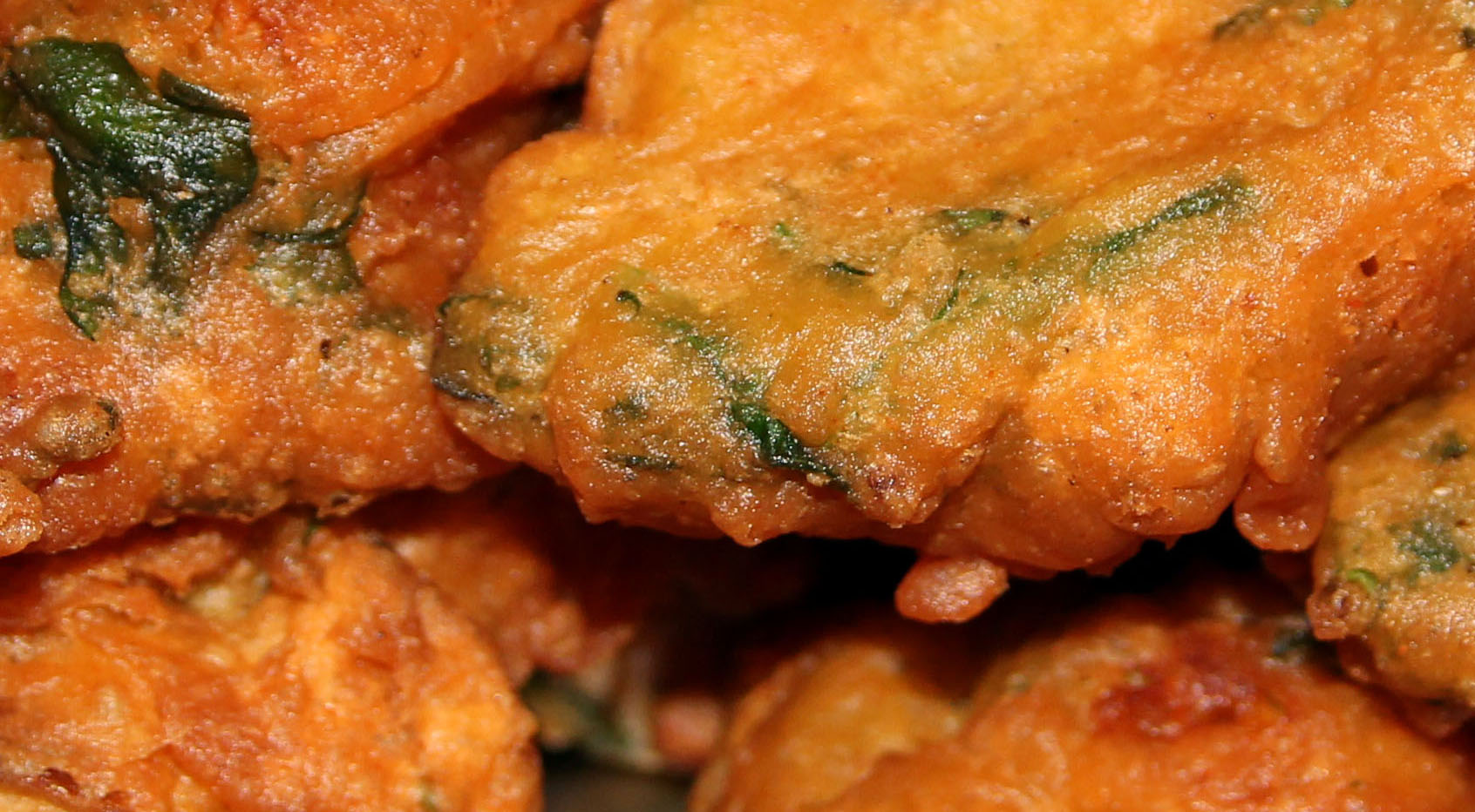
Zoom sur des pakora aux épinards.

Le mot pakoṛā dérive du sanskrit पक्ववट (pakvavaṭa), un mot composé de pakva (« cuit ») et de vaṭa (« petit morceau »), ou de son dérivé vaṭaka, un gâteau rond préparé à partir de légumineuses et frit dans du ghi.
Quelques divergences de translittération peuvent apparaître concernant la troisième consonne du mot. Le son originel est une consonne battue rétroflexe voisée [ ɽ ] qui est écrite en hindi avec la lettre devanagari ड़, et en ourdou par la lettre ڑ. Toutefois, dans l'alphabet international pour la transcription du sanskrit, la lettre ड़ est translittérée par <ṛ> alors que les translittérations populaires non standardisées du hindi utilisent <d> pour ce son, car étymologiquement il dérive de ड /ɖ/. Sa présence dans le mot pakora (पकोड़ा) a donc donné naissance à deux orthographes alternatives en anglais : pakoda, qui reflète son étymologie, et pakora, qui reflète sa phonologie.

## Noms régionaux
Parmi les Malais du Cap d'Afrique du Sud, les pakora sont appelés dhaltjies et sont habituellement consommés en tant qu'apéritif durant l'iftar, ou en tant qu'en-cas durant les mariages, les naissances et des évènements similaires.
En Inde, en particulier dans les états du Maharashtra et Karnataka, de telles préparations sont plutôt appelées bajji. Généralement, le nom du légume est ajouté en préfixe. Par exemple, les aloo bajji sont constitués de tranches de pommes de terre (aloo) enrobées de pâte et frites. Dans ces États, le terme pakoda désigne précisément une préparation d'oignons finement émincés, de piments verts et d'épices mélangés à de la farine de pois chiche. On en roule de petites boules qui sont directement mises à frire dans de l'huile chaude. Ces pakoda sont très croustillant à l'extérieur et moelleux à l'intérieur. Il y a aussi une variété globalement plus tendre, qui est appelée maida pakoda (मैदा पकोड़ा) dans les restaurants et qui est préparée à partir de farine maida.
Les pakora sont populaires à travers le sous-continent indien et au Royaume-Uni. Ils sont parfois servis avec un curry à base de yaourt (salan), en tant que plat principal sous le nom pakora curry, plutôt qu'en encas. Dans ce cas, les pakora contiennent généralement plus de pâte et sont préparés à partir de pommes de terre émincées, d'oignons et de piments mélangés à la pâte au lieu de faire frire individuellement des tranches de légumes.
On rencontre aussi des pakora dans la cuisine afghane. En Chine, ils sont appelés pàkělā (帕可拉), et au Népal, pakauda (पकौड़ा).

## Préparation
Les pakora sont confectionnés en choisissant un ou deux ingrédients parmi l'oignon, l'aubergine, la pomme de terre, l'épinard, la banane plantain, le panir, le chou-fleur, la tomate ou le piment. On en prépare occasionnellement avec du pain, du sarrasin, des cacahuètes, du poisson ou du poulet. Ils sont trempés dans une pâte composée de farine de pois chiche puis frits. Les variétés les plus populaires sont le pyaaz pakora, à base d'oignon, et l'aloo pakora, à base de pommes de terre. Le paalak pakora est à base d'épinard, et le paneer pakora, à base de panir, un fromage cottage mou. Lorsqu'on utilise uniquement des oignons, on parle de bhajji aux oignons. Une variante de pakora est préparée à partir de farine de blé, de sel, de petits morceaux de pomme de terre ou d'oignon, et est appelé noon bariya (nūn = « sel » ; en hindi : नूनबरिया) et on le trouve habituellement dans l'est de l'Uttar Pradesh.

## Service
Les pakora sont ordinairement servis en tant qu'en-cas ou apéritif. Au Royaume-Uni, les pakora sont populaires dans la restauration rapide, servis dans les restaurants indiens et pakistanais. Ils sont aussi souvent servis avec du chai aux invités venus assister aux cérémonies indiennes de mariage, et sont communément accompagnés de chutney de tamarin, de sauce brune ou de ketchup.
Le goli baje est un type de pakoda de la cuisine udupi.
Les pakora apparaissent souvent à l'écran dans le cinéma indien et jouent parfois un rôle dans l'intrigue.

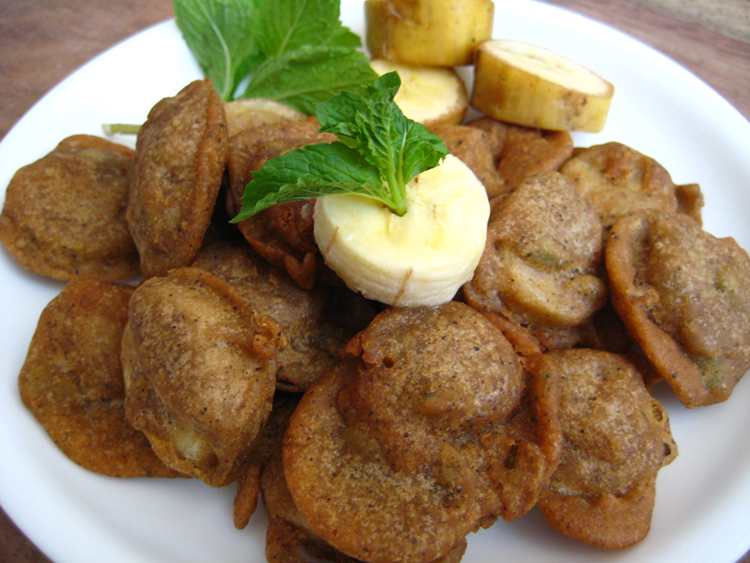
Pakora de bananes vertes trempées dans de la farine de chataigne d'eau (singhara).
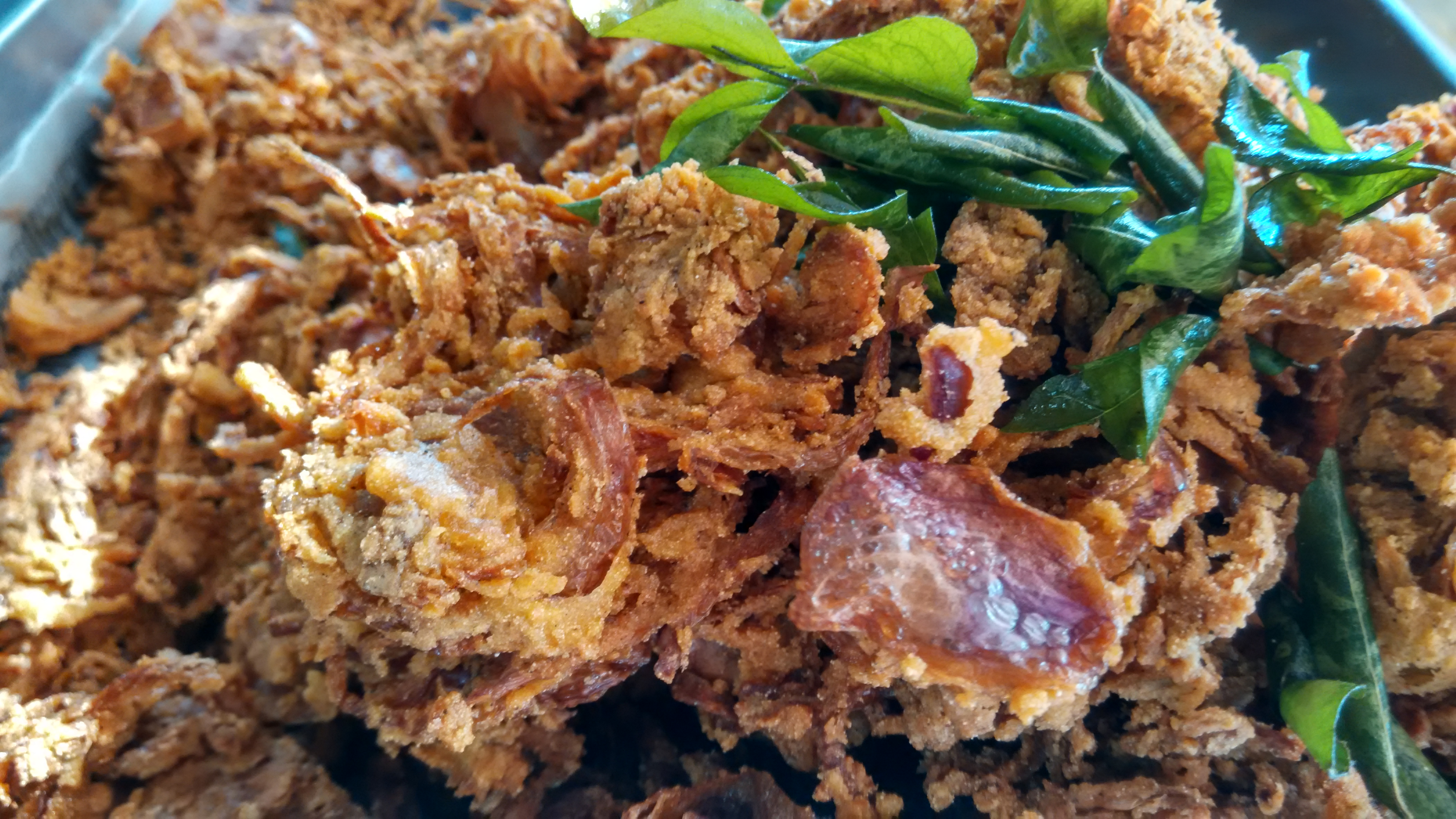
Pakora d'oignon.
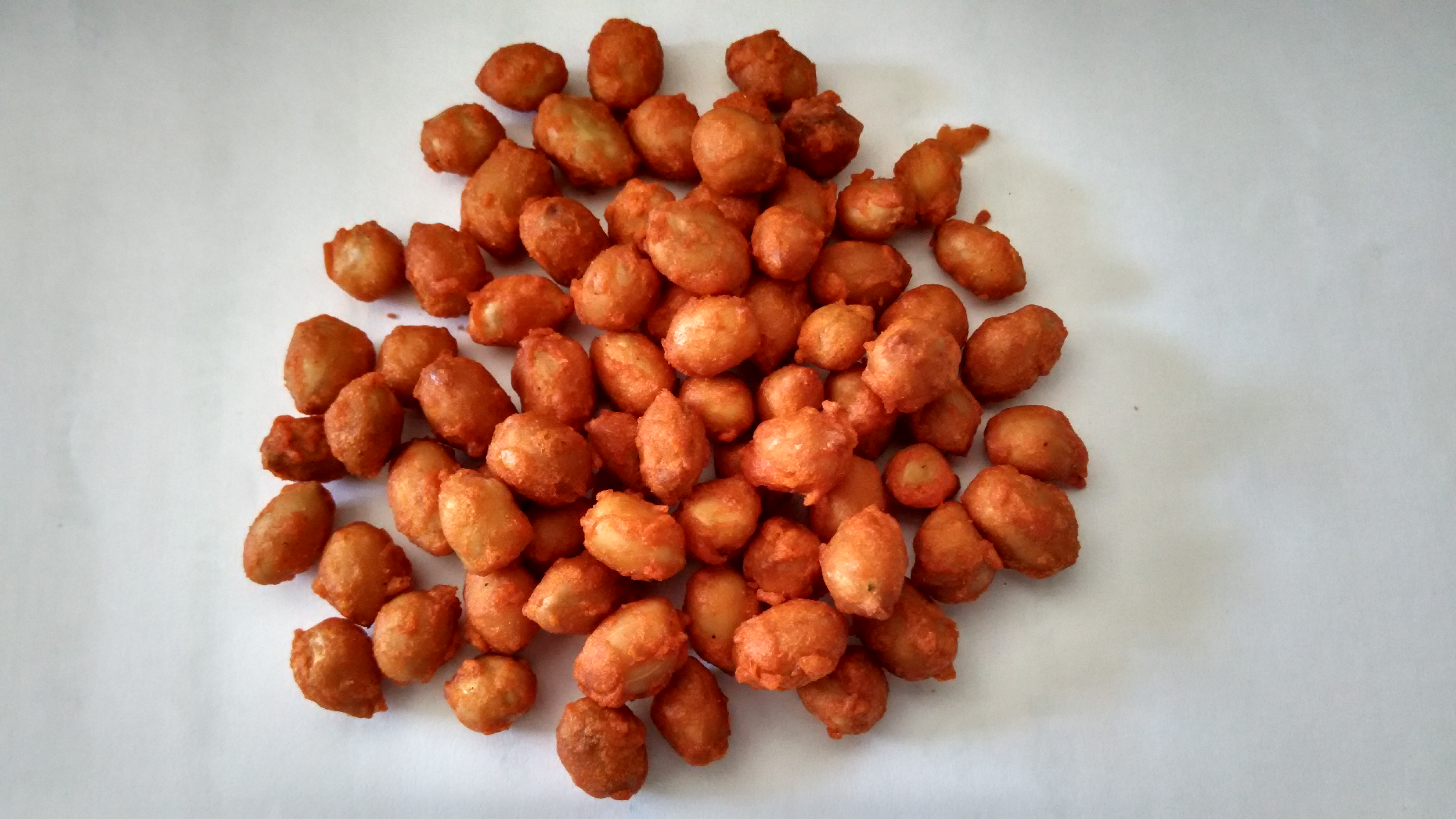
Pakora de cacahuètes.
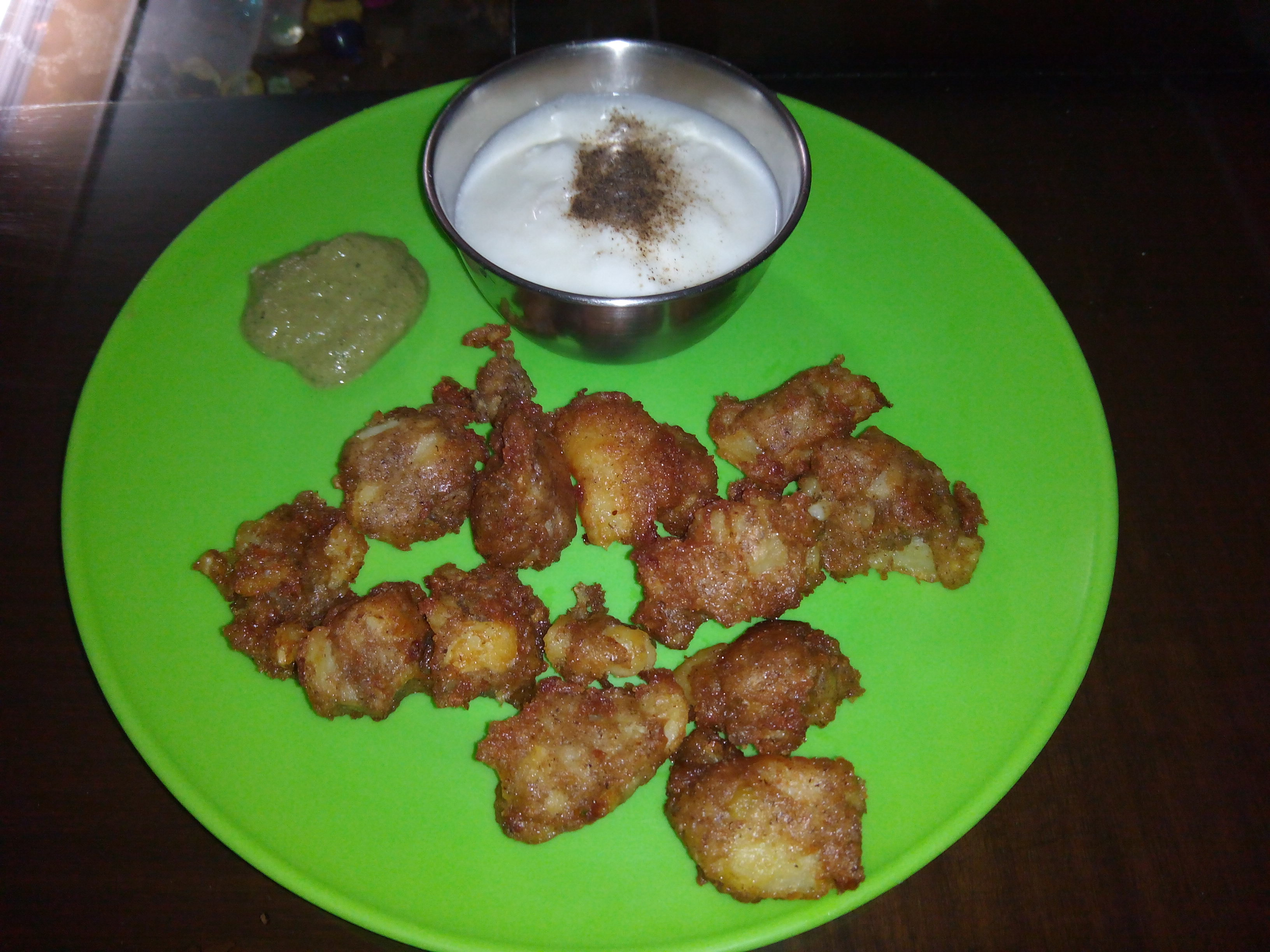
Pakora de sarrasin, préparés durant la saison du jeûne hindou et les fêtes.